# ウラジミール・ツヴォルキン
ウラジミール・K・ツヴォルキン（英: Vladimir K. Zworykin/露: Владимир К. Зворыкин、1888年7月17日〔グレゴリオ暦：1888年7月29日〕 - 1982年7月29日）は、ロシア系アメリカ人の発明家、技術者。ブラウン管および電子走査式撮像管を使った、完全電子化されたテレビの送受信システムの開発に取り組んだ、テレビ技術の先駆者のひとり。彼は1930年代初めごろからテレビの実用化に関連する様々な発明をしている（撮像管アイコノスコープ、赤外線撮像管、電子顕微鏡など）ため、テレビの「真の」発明者と呼ばれることもあるが、フィロ・ファーンズワースなど他の人物をそう呼ぶ場合もある。
ロシア語での発音は、ヴラジーミル・ズヴォルィーキンに近い。日本語資料ではツウォリキン、ズウォリキン、ズボリキンと転写表記される場合がある。ミドルネームの「K」の出生名はコジミーチ( Козьмич/Koz'mich )であるが、のちにコズマ( Kosma )を名乗った。

## 来歴
ツヴォルキンは1888年7月17日にロシア帝国のムーロムの豪商の家に生まれた。父親には休日以外滅多に会うことが無く、相対的に穏やかなしつけを受けた。サンクトペテルブルク国立工業大学でボリス・ロージングの下で学んだ。最近発見された彼の個人的な記録によると、ツヴォルキンはサンクトペテルブルクにあるボリス・ロージングの個人的な研究室でテレビに関する実験の助手を務めていた。ロージングは1907年に世界初のテレビに関する特許（受像機としての初期のブラウン管と撮像機としての機械）を出願している。1911年には改良した設計に基づくデモンストレーションを行い、これが世界初のテレビ関連の公開実験であった。
ツヴォルキンに関する多くの伝記によれば、彼は1912年に大学を卒業し、その後パリのポール・ランジュバンの下でX線の研究をしている。上述の新規に発見された記録によると、ツヴォルキンがロージングの下で研究していたのは1910年から1914年にかけてのことであった。どちらにしても、第一次世界大戦の間、ツヴォルキンはロシア軍の通信隊で働くことになり、その後 Russian Marconi に職を得た。そこでロシア軍向けの無線機器の試験を行った。ロシア革命後、ロージングはペトログラードで専門家として働いたが、ツヴォルキンは1918年から1919年ごろにロシアを離れ、アメリカ合衆国に移住する決意をした。Albert Abramson の書いた伝記によると、アメリカを最初に訪れたのが1918年末で、1919年末に再び訪れている。これは、おそらくパリでの住居を引き払うために一旦パリに戻り、1919年12月にアメリカに戻ったと考えられる。
アメリカに渡り、ウェスティングハウス・エレクトリックのピッツバーグにある研究所に職を得たツヴォルキンは、そこで再びテレビの実験に関わる機会を得た。彼は研究成果を2つの特許にまとめている。1つめは1923年12月23日に出願された "Television Systems" と題されたもので、次にほぼ同じ内容だが、色情報の送受信方式を追加して、他にも細部を修正したものを出願した。
ツヴォルキンの考えたテレビシステムは、送信側も受信側も陰極線管（ブラウン管）を使う方式であり、1911年12月に A・A・キャンベル・スウィントンが「ネイチャー」誌に発表した方式を思い起こさせるものだった。これは、画像を電子の放出に変換し、それを陰極線管で走査して信号に変換するものである。
1925年末から1926年初めにかけてのいずれかの時期に、ツヴォルキンは公開実験を行ってブラウン管による送受信が本質的に可能であることを示したが、ウェスティングハウス経営陣から見ればそれは成功には程遠いものだった（1923年とされている場合があるが正しくない）。ツヴォルキンは経営陣に「実用化のための時間をくれ」と主張し、システム改善の努力を続けた。ツヴォルキン自身が記したものや、ピッツバーグ大学で博士号を取得するために1926年に書いた博士論文によれば、彼は光電管の出力の改良を主に行っていた。

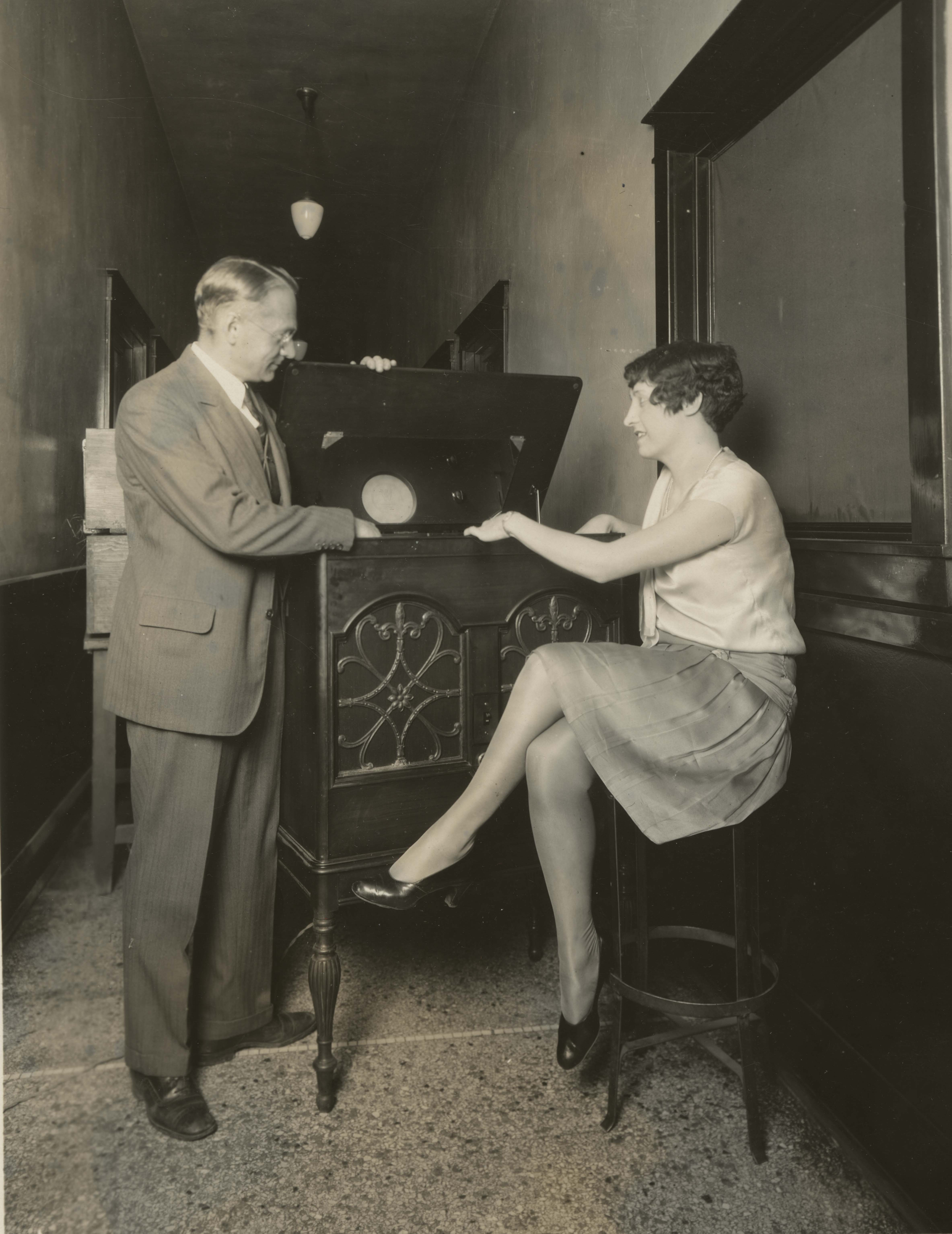
テレビジョン装置を実演するツヴォルキン(1929年)

しかし、1つの方向に突き進むには限界があり、ツヴォルキンは1929年に振動ミラーとファクシミリ送信に関する特許を出願している。しかし同時に彼は陰極線撮像管の改良にも取り組み、1929年11月にキネスコープ（Kinescope）に関する特許を出願した。その2日後にはIRE（無線学会）で発表している。
12月に撮像管のプロトタイプが完成したころ、ツヴォルキンは後にNBCを創設するRCA社長 David Sarnoff に出会い、RCAが新たにカムデンに建設した研究所でテレビ開発の責任者として働くことになった。
その研究所への引越しは1930年春に行われ、テレビ送信システムの開発という困難な作業が再開された。1930年中ごろには研究所内の実験で走査線80本のキネスコープが動作していたが、送信機構は機械式だった。打開策としてツヴォルキンのチームは、ハンガリーの発明家 Kalman Tihanyi が1928年にフランスとイギリスで特許出願した方式を採用した。RCA は彼の特許がフランスとイギリスで公開された後、1930年7月に Tihanyi に接触している。これは奇妙な設計であり、画像が投影された面と同じ側から走査線で光電セルを走査する方式であった。さらに重要な点は、走査線が走査する間に光電セルが受光した光を電荷として蓄えるという全く新しい原理に基づいていたことである。
Albert Abramson によれば、その実験は1931年4月に開始され、1931年10月23日に実験が成功すると、この新型撮影装置をアイコノスコープ（Iconoscope）と呼ぶことが決まった。1934年末には製品化可能となり、Kalman Tihanyi の特許権は当然ながら買い取られた。1935年初め、この撮像管がドイツにもたらされた。そこでさらなる改良が加えられ、1936年のベルリンオリンピックでカメラに使われ、成功を収めた。なお、ベルリンオリンピックにはファーンズワースの Image Dissector もフィルムからの放送に使われた。オリンピックの放送は約200ヶ所の劇場で行われたという。また、ツヴォルキンは暗視装置を発明し、月や星の光を6万倍にまで増幅させ、夜を昼に変える事に成功した。
ツヴォルキンは1954年に引退した。それまで着実に昇進したが、彼は開発現場に関わり続けた。
1974年のインタビューでは、テレビのような愚にもつかないものは普段からまったく見ないと述べ、テレビ開発における自身の最大の貢献は電源を切るスイッチを発明したことだと言った。
晩年、テレビ放送の質に憤慨し、「孫には見せない」と述べていたという。

## 受賞歴
- 1934年 - IRE モーリス・N・リーブマン記念賞
- 1947年 - ハワード・N・ポッツ・メダル
- 1951年 -  IRE栄誉賞（IEEE栄誉賞）
- 1965年 - ファラデー・メダル
- 1966年 - アメリカ国家科学賞
- 1977年 - 全米発明家殿堂（National Inventors Hall of Fame）選出
- 1980年 - エドゥアルト・ライン財団より名誉リング授与